# Sean O'Sullivan (baseball)
Pour les articles homonymes, voir Sean O'Sullivan.
Sean Daniel O'Sullivan (né le 1er septembre 1987 à San Diego, Californie, États-Unis) est un lanceur droitier de la Ligue majeure de baseball. Il est présentement agent libre après deux saisons chez les Phillies de Philadelphie.

## Biographie
Étudiant au Grossmont College dans la banlieue de San Diego, Sean O'Sullivan est drafté en juin 2005 par les Angels de Los Angeles d'Anaheim au troisième tour de sélection.
Après trois saisons et demie en Ligues mineures où il porte successivement les couleurs des Orem Owlz (rookies, 2006), des Cedar Rapids Kernels (A, 2007), des Rancho Cucamonga Quakes (A+, 2008), des Arkansas Travelers (AA, 2009) et des Salt Lake Bees (AAA, 2009), il débute en Ligue majeure le 16 juin 2009. Il enregistre à cette occasion sa première victoire au plus haut niveau en n'accordant qu'un point en sept manches lancées face aux Giants de San Francisco. 
Il termine cette première année dans les majeures avec 4 victoires et 2 défaits en 12 parties jouées, dont 10 comme lanceur partant. Sa moyenne de points mérités de 5,92 en 51 manches et deux tiers lancées est cependant élevée.
En 2010, il remporte une première victoire et a une moyenne de points mérités de 2,08 en 13 manches lancées lorsque les Angels l'échangent aux Royals de Kansas City avec le lanceur des ligues mineures Will Smith pour le joueur de champ intérieur Alberto Callaspo.
Chez les Royals, O'Sullivan a une moyenne de points mérités de 6,11 en 70,2 manches au monticule, ce qui porte à 5,49 sa moyenne pour la saison 2010 complète avec les deux équipes.
En 12 parties jouées pour Kansas City, dont 10 comme partant, il ne remporte que deux décisions sur huit en 2011, avec une moyenne de points mérités élevée de 7,25.
Il commence 2012 avec les Storm Chasers d'Omaha, le club-école des Royals en Ligue de la côte du Pacifique et son contrat est cédé aux Blue Jays de Toronto le 21 juin. Il n'obtient pas sa chance avec le club torontois et termine la saison dans les mineures avec leur club-école de Las Vegas. 
En 2013, O'Sullivan s'aligne en Ligue majeure avec les Padres de San Diego, puis fait trois apparitions avec les Phillies de Philadelphie en 2014.

## Vie personnelle
Le jeune frère de Sean O'Sullivan, Ryan, est aussi lanceur de baseball et il a débuté en 2011 sa carrière en ligues mineures avec un club affilié aux Dodgers de Los Angeles.

## Statistiques
| Saison | Équipe      | G  | GS | CG | SHO | V | D | SV | IP    | SO | ERA  |
| ------ | ----------- | -- | -- | -- | --- | - | - | -- | ----- | -- | ---- |
| 2009   | LA Angels   | 12 | 10 | 0  | 0   | 4 | 2 | 0  | 51.2  | 29 | 5,92 |
| 2010   | LA Angels   | 5  | 1  | 0  | 0   | 1 | 0 | 0  | 13.0  | 6  | 2,08 |
| 2010   | Kansas City | 14 | 13 | 0  | 0   | 3 | 6 | 0  | 70.2  | 37 | 6,11 |
| Totaux | Totaux      | 31 | 24 | 0  | 0   | 8 | 8 | 0  | 135.1 | 72 | 5,65 |

Note: G = Matches joués ; GS = Matches comme lanceur partant ; CG = Matches complets ; SHO = Blanchissages ; 
V = Victoires ; D = Défaites ; SV = Sauvetages ; IP = Manches lancées ; SO = retraits sur des prises ; ERA = Moyenne de points mérités.